# Stoledans
Stoledans eller stoleleg er en selskabsleg, hvori der, udover musik, kun indgår nogle stole og deltagere; antallet af stole er altid én under antallet af deltagere. Dvs. at der til fx 3 deltagere er 2 stole. Når musikken starter, skal de deltagende gå rundt om stolene for så hurtigt at sætte sig, når musikken stopper, hvilket har den konsekvens at den ene af deltagerne ikke får nogen stol at sidde på og således ryger ud. Sådan fortsætter legen indtil kun én er med og udråbes til vinder.